# Mauro Vannucchi
Mauro Vannucchi (Prato, 1º marzo 1948) è un ex ciclista su strada italiano.

## Palmarès
- 1966 (dilettanti)

Giro del Montalbano

## Piazzamenti

### Grandi Giri
- Giro d'Italia

1970: 35º
1972: 61º
1973: 65º
1975: 53º
1977: 33º
- Vuelta a España

1972: ritirato
1975: ritirato

### Classiche monumento
- Milano-Sanremo

1973: 137º
1977: 136º
- Giro di Lombardia

1974: 19º
1976: 28º